# Портрет Антуана-Лорана Лавуазьє та його дружини
«Портрет Антуана-Лорана Лавуазьє та його дружини» — подвійний портрет французького хіміка Антуана Лавуазьє та його дружини та співавторки Марі-Анни П’єретти Пользе, створений на замовлення французьким художником Жаком-Луї Давідом в 1788 році. Зараз він знаходиться в Метрополітен-музеї в Нью-Йорку.

## Історія
16 грудня 1788 року Давіду заплатили за портрет 7000 ліврів. Публічний показ у Паризькому салоні не було дозволено через побоювання, що зображення Лавуазьє — постаті, пов’язаної з королівським двором і Ancien Régime — може викликати антиаристократичну агресію з боку глядачів.
У 1836 році картина була залишена Марі-Анною її троюрідній племінниці, і вона залишалася в колекції графині де Шазель та її нащадків до 1924 року, поки її не придбав Джон Девісон Рокфеллер. Рокфеллер передав його Інституту медичних досліджень Рокфеллера в 1927 році, згодом була придбана у цієї установи Метрополітен-музеєм в 1977 році.

## Опис
Робота написана олією на полотні 259,7 × 194,6 см.
На ній зображено подружжя в кабінеті Лавуазьє з дерев’яною підлогою та стінами зі штучного мармуру з трьома класичними пілястрами. У центрі подружжя обличчям до глядача, обидві голови в профіль на три чверті. Марі-Анн зображена стоячи, дивлячись на глядача. Її костюм такий, який був у моді кінця 18 століття – напудрене волосся, біла сукня з мереживним краєм декольте з воланами та синій тканинний пояс. Вона лежить на плечі чоловіка, правою рукою спирається на стіл.
Антуан Лавуазьє сидить у чорному жилеті, кюлотах, панчохах і туфлях із пряжками, білій сорочці з мереживним жабо та напудреним волоссям. Його обличчя повертається до дружини, він спирається лівою рукою на стіл, правою рукою пише пером. Стіл покритий червоним оксамитом, багато паперів, шкатулка, чорнильниця з двома перами, барометр, газометр, дистилятор і скляний дзвін. На підлозі праворуч, біля столу, велика круглодонна колба і кран. Крайній ліворуч від столу стоїть стілець з великою валізою для документів і чорною тканиною на ньому. Футляр для документів, який, ймовірно, відповідає інтересам мадам до мистецтва малювання, підкреслює симетрію зліва направо в портреті між М. Лавуазьє та об’єктами науки, видимо зображеними праворуч, і мадам з її футляром для документів художнього мистецтва. малюнки на видному місці ліворуч від портрета. Важливим також є те, що Давід зобразив дружину в позі, фізично над чоловіком, що дещо нетипово для звичайних стандартів зображення подружньої пари в портретах кінця XVIII століття.
Картина підписана внизу ліворуч: L DAVID, PARISIIS ANNO, 1788.
Нещодавні дослідження показали, що Антуан Лоран Лавуазьє та Марі-Анн Лавуазьє спочатку були зображені як «багаті збирачі податків і модні споживачі розкоші», а хімічні інструменти були додані пізніше. Спочатку Марія Анна була зображена в капелюсі під назвою «chapeau a la Tarare», що вказує на літо або пізню осінь 1787 року; червона скатертина на столі спочатку вкривала позолочений стіл у неокласичному стилі та книги з підрахунками на полиці позаду подружжя (перефарбована на просту стіну), що свідчить про те, що на початковому портреті Девіда була зображена багата аристократична пара, яку він пізніше змінив на зображення наукові партнери.

## Спадщина
Картина знаходиться в постійній експозиції Метрополітен-музею в Нью-Йорку.